# Procassidulus
Procassidulus is een geslacht van uitgestorven zee-egels uit de familie Faujasiidae. Vertegenwoordigers van dit geslacht zijn slechts als fossiel bekend.

## Soorten
- Procassidulus apianus Besairie & Lambert, 1930 †
- Procassidulus avilensis Palmer, 1949 †
- Procassidulus basseae Lambert, 1936 †
- Procassidulus brodermanni Sánchez Roig, 1949 †
- Procassidulus circularis Palmer, 1949 †
- Procassidulus clericii Checchia-Rispoli, 1933 †
- Procassidulus echevarriai Sánchez Roig, 1953 †
- Procassidulus gliberti Smiser, 1935 †
- Procassidulus habanensis Sánchez Roig, 1949 †
- Procassidulus jeanneti Sánchez Roig, 1949 †
- Procassidulus lambayensis Lambert, 1936 †
- Procassidulus luacesi Sánchez Roig, 1949 †
- Procassidulus minutus Sánchez Roig, 1949 †
- Procassidulus mooni Lambert, 1932 †
- Procassidulus neltneri Lambert, 1931 †
- Procassidulus simpatiae Sánchez Roig, 1949 †
- Procassidulus zinai Airaghi, 1939 †